# Фердинанд (Золмс-Браунфелс)
Вижте пояснителната страница за други личности с името Фердинанд.
Фердинанд Фридрих Вилхелм Ернст фон Золмс-Браунфелс (на немски: Ferdinand Friedrich Wilhelm Ernst zu Solms-Braunfels; * 8 февруари 1721, Браунфелс; † 2 октомври 1783, Браунфелс) е 2. княз на Золмс-Браунфелс (1761 – 1783).

## Произход
Той е единственият син на княз Фридрих Вилхелм фон Золмс-Браунфелс (1696 – 1761) и първата му съпруга принцеса Магдалена Хенриета фон Насау-Вайлбург (1691 – 1725), дъщеря на княз Йохан Ернст фон Насау-Вайлбург и графиня Мария Поликсена фон Лайнинген-Дагсбург-Харденбург.

## Фамилия
Фердинанд Фридрих се жени на 24 август 1756 г. в Лаубах за графиня София Кристина фон Золмс-Лаубах (* 29 август 1741, Лаубах; † 15 ноември 1772, Браунфелс), дъщеря на граф Кристиан Август фон Золмс-Лаубах (1714 – 1784) и първата му съпруга принцеса Елизабет Амалия Фридерика фон Изенбург (1720 – 1748). Те имат децата:
- Вилхелм Христиан Карл (1759 – 1837), 3. княз на Золмс-Браунфелс, женен на 6 октомври 1792 г. за Августа Франциска вилд- и рейнграфиня фон Залм-Грумбах (1771 – 1810), дъщеря на вилд- и рейнграф Карл Лудвиг Вилхелм Теодор фон Залм-Грумбах
- Каролина Мария Елеонора Вилхелмина (1760)
- Лудвиг Вилхелм (1762 – 1762)
- Августа Луиза (1764 – 1797), омъжена на 3 септември 1792 г. в Браунфелс за вилд- и рейнграф Карл Лудвиг Вилхелм Теодор фон Залм-Грумбах (1729 – 1799), син на вилд- и рейнграф Карл Валрад Вилхелм фон Залм-Грумбах
- Вилхелм Хайнрих Казимир (1765 – 1852)
- Луиза Каролина София (1766 – 1830)
- Карл Август Вилхелм Фридрих (1768 – 1829), женен за Луиза Христина Кунц (* ок. 1765)
- Фридрих Вилхелм (1770 – 1814), пруски генерал-майор, женен на 10 декември 1798 г. в Берлин за принцеса Фридерика фон Мекленбург-Щрелиц (1778 – 1841), вдовица на принц Фридрих Лудвиг Карл фон Прусия († 1796), дъщеря на велик херцог Карл II фон Мекленбург-Щрелиц
- Лудвиг Вилхелм Христиан (1771 – 1833)
- Фердинанда Вилхелмина Изабела (1772 – 1773)